# ダフナ・パーク
ダフナ・パーク（1922年 - 2010年3月24日）は、イギリスの職業的諜報員。SIS（俗に言うMI6）のソ連、ベトナム、コンゴ支局等で活動し、諜報の女王と呼ばれた。男爵夫人。

## 経歴
ダフナ・パークは、1948年にMI6に入庁した。以後、1979年まで30年以上に渡って、公式には外務英連邦省職員として国外で勤務した。
1954年、駐ソ大使館の二等書記官としてモスクワに渡り、バルト諸国へのエージェント派遣作戦を指揮したが、失敗に終わった。
1960年代初め、コンゴにおいて、亡命を決意したパトリス・ルムンバの個人秘書を車のトランクに隠して国外に連れ出すことに成功した。
ベトナムでは、電信で報告を送る機会がなかったため、情報を伝達するために、飛行機で何度も国内外を往復した。
引退後、BBCで働き、オックスフォード大学で講師を務めた。1990年から上院議員。
ダフナ・パークの活動の詳細は、引退後20年近く経った1990年代中盤になって初めて秘密解除された。